# 舊開智學校
36°14′36.26″N 137°58′5.82″E / 36.2434056°N 137.9682833°E
舊開智學校（日语：旧開智学校），位於日本長野縣松本市，創校於明治六年（1873年），是明治維新期間最早創立的現代小學之一，也是明治政府在明治十九年（1886年）頒布的首批舊制小學校之一。舊開智學校是松本市立開智小學校的前身，目前已成為教育資料館，校舍的原來陳設大致得以保留，並開放予公眾參觀。昭和三十六年（1961年）3月23日，舊開智學校成為首批獲評定為「國家指定重要文化財產」的校舍建築之一；並於令和元年（2019年）9月30日獲進一步指定為首件納入學校類別的「國寶」。

## 歷史
開智學校是明治維新下的產物，在明治五年（1872年）9月4日，明治政府頒布《學制》，確立在全國各地興辦西式教育，筑摩郡（今松本市）遂於明治六年（1873年）5月6日創立開智學校，初年行政上劃分作「第二大學區筑摩縣管下·第一中學區·第一番小學·開智學校」。開智學校是當時全國最早創立的現代小學之一，「開智」一名，則出自《學制》序文〈被仰出書〉中，「人人自立其身……由修身、開智、長才藝可得。而其修身、開智、長才藝，非學不能」一語。

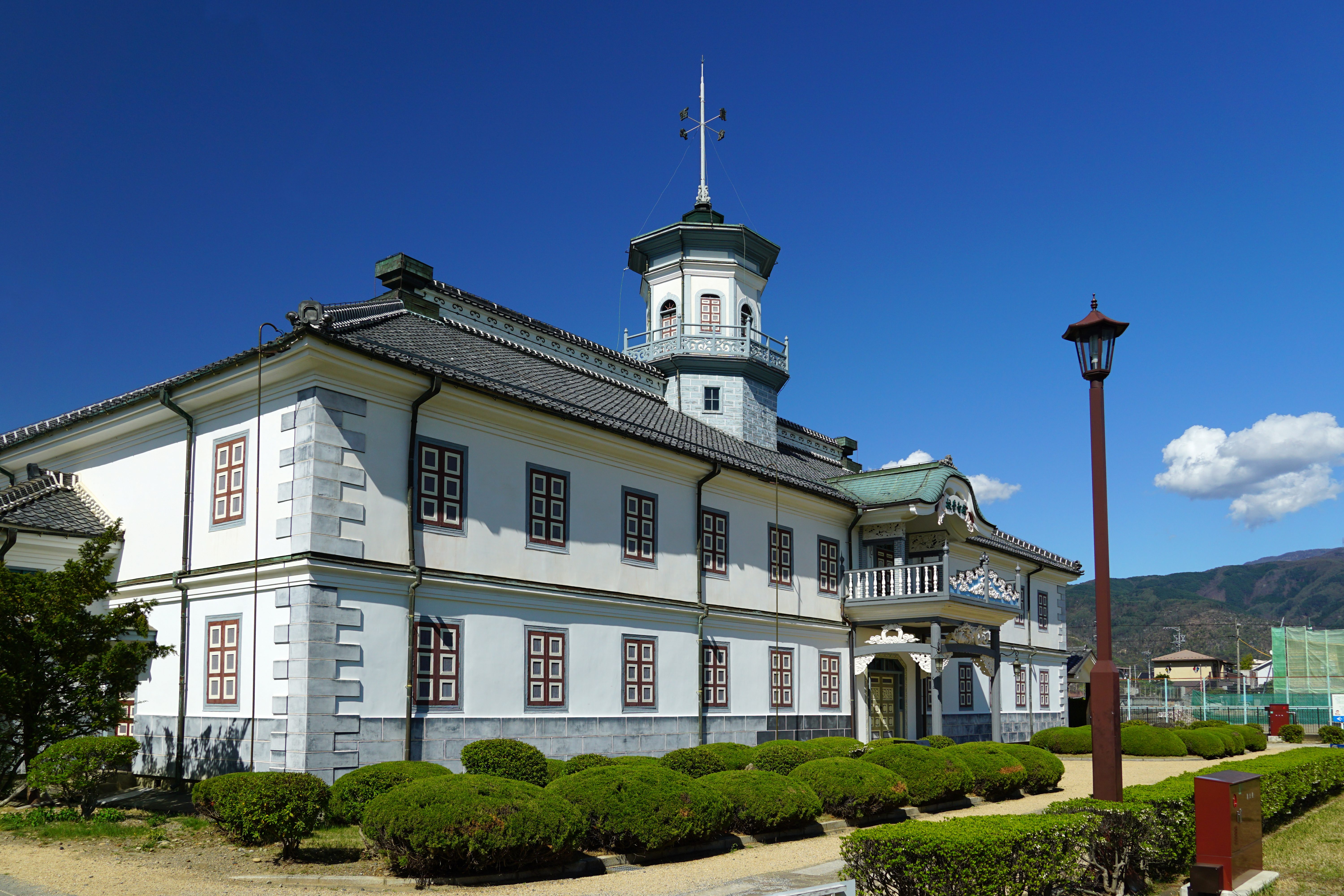
斜看校舍正面

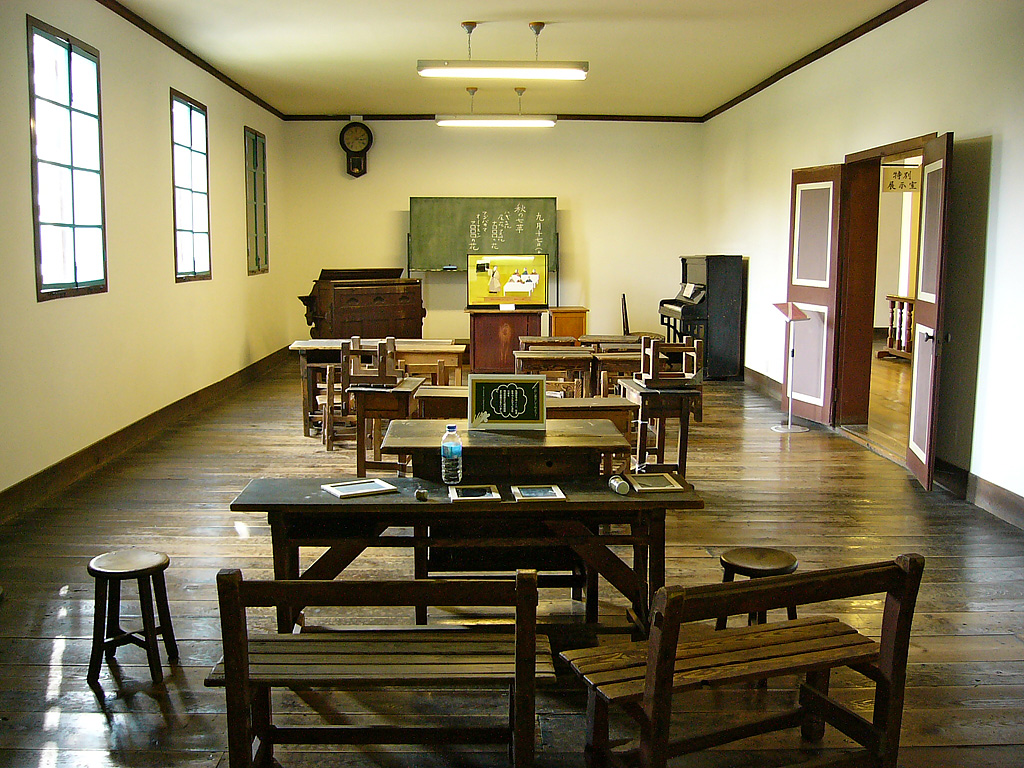
校舍內保留下來的其中一間課室

創校之初，開智學校以前筑摩縣學作為臨時校址，同時著手在明治八年（1875年）4月於全久院舊址興建新校舍。全久院位於松本城以南女鳥羽川南岸（今松本市中央1丁目），本來是松本藩藩主戶田松平家的菩提寺，明治元年（1868年）明治政府推行廢佛毀釋後不久，寺院就遭到荒廢。到明治九年（1876年）4月22日，新校舍終於落成啟用，校園總面積達2,653平方米，主校舍樓高兩層，全校最多可容納1,300名兒童。新校舍的建築費高達11,000日元，其中百分之70的經費向民眾募集所得，餘下百分之30的建築費，則來自其他捐款、和透過拆卸全久院後，變賣古木材而獲得的收益。
開智學校的授課模式與傳統的寺子屋有不少分別，例如學生會被要求坐在凳子上課，而不是席地而坐；至於女教師除了身穿和服外，也會穿上羽織、褶裙和鞋子。學校初年教授的課堂包括讀本課、算術課和習字課等，但沒有英文課。在明治十九年（1886年）4月10日，明治政府頒布《小學校令》，進一步對小學教育進行規範，開智學校遂成為首批舊制小學校之一。
明治天皇伉儷在明治十三年（1880年）巡幸松本市時，曾於6月25日到訪開智學校，期間參觀校內展出的學生書畫、以及當地的物產和文物。校方原本還安排學生表演體操，但因天雨關係而臨時取消。為招待天皇伉儷到訪，校方特地把校舍其中一個房間闢作休息室。校方後來保留了休息室的陳設，並在主校舍旁豎立一塊「明治天皇駐蹕遺址」石碑，以紀念天皇伉儷參觀學校。
在二戰結束後，開智學校在昭和二十二年（1947年）改組成為松本市立開智小學校，繼續辦學，到昭和三十六年（1961年）3月23日，具85年歷史的女鳥羽川校舍更獲評定為「國家指定重要文化財產」，成為全國首批獲此評級的校舍建築之一。但不久以後，由於女鳥羽川需要進行大型的河道改善工程，開智小學校需要遷到松本城以北的田町小學校校址，除了興建全新校舍外，又與田町小學校合併，但校名維持作松本市立開智小學校。
創校90年後，開智學校的舊校舍在昭和三十八年（1963年）3月正式關閉，但鑑於舊校舍深具歷史價值，舊校舍拆卸後，獲安排移築至新校舍以北的一片空地，並且復修回原來的面貌。整個移築復修工程耗資2,873萬日元，由文化財產保護委員會（文化廳前身）監督，至昭和三十九年（1964年）8月竣工。舊開智學校校舍移築後，未有回復作教學用途，而是在昭和四十年（1965年）4月改為教育資料館，並大致保留校內原來陳設，開放予公眾參觀。
昭和六十二年（1987年）10月6日，舊開智學校與愛媛縣西予市的舊開明學校結為姊妹館；舊開智學校復於平成十七年（2005年）11月5日再與靜岡縣賀茂郡的舊岩科學校結為姊妹館。兩所姊妹館均是明治時期創立的舊制小學，也同是「國家指定重要文化財產」。令和元年（2019年）9月30日，舊開智學校校舍獲進一步指定為首件納入學校類別的「國寶」。

## 建築風格

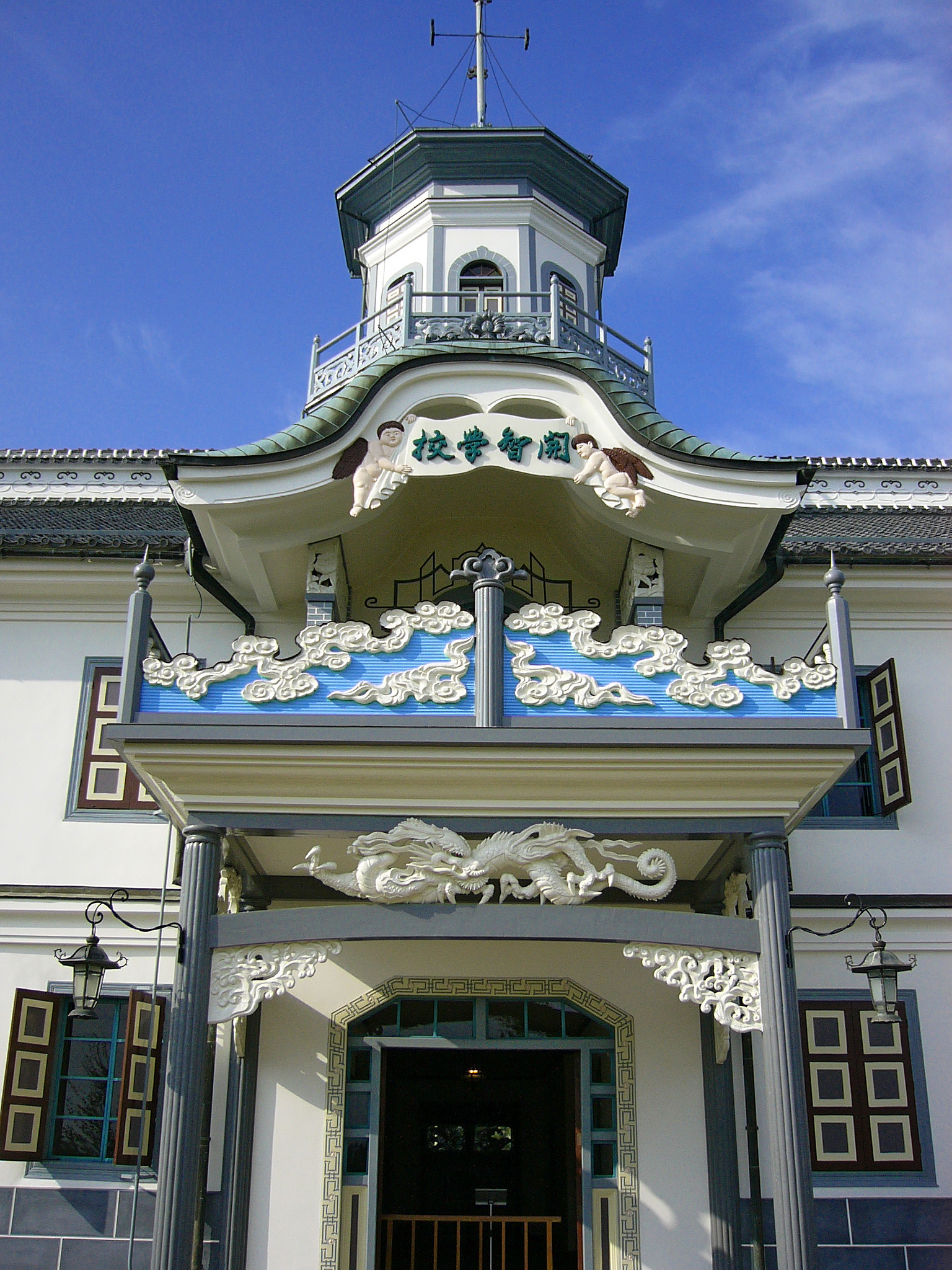
和洋合璧的八角形塔屋和唐破風玄關

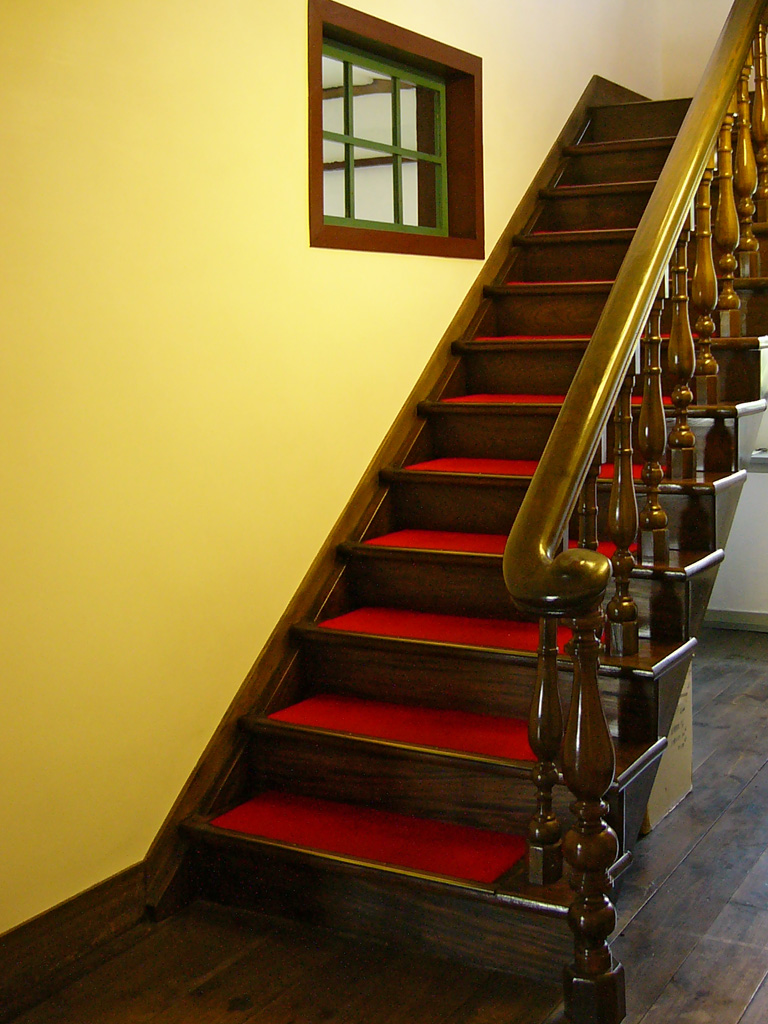
校舍內古色古香的木造樓梯

現存舊開智學校校舍始建於明治八年（1875年）4月，至明治九年（1876年）4月22日落成啟用。校舍興建計劃由時任筑摩縣權令（相當於後來的長野縣知事）永山盛輝主持，並由當地工匠立石清重設計和施工，校舍仿照東京開成學校（東京大學前身）的風格興建，落成的時候，規模龐大的校舍有「廣大華麗、地方無比」的美譽。
舊開智學校是一幢兩層高、呈「L型」、建築面積達507平方米的木造建築物。舊開智學校的特色之處，在於校舍是一座中西和洋合璧的建築。校舍以白色為外牆顏色，配以黑色的中式廡殿頂，校舍的所有窗戶，則由255塊舶來手工玻璃嵌製而成。整座校舍最具特色之處，是位於入口正中央處的八角形塔屋、以及具唐破風風格的玄關。唐破風玄關的上部，除了嵌有祥雲和青龍的雕刻，上方還掛有寫有「開智學校」的匾額，匾額左右兩旁各由一件造形精緻的小天使擁護，盡顯和洋合璧的精神，同時予人學校是一件恩賜的感覺。
學校校舍內部不少課室仍保留著舊時的陳設，其中一間在明治十三年（1880年）曾用作明治天皇伉儷休息室的房間，房內仍留有校方特別鋪設的竹編地板，另房內的金色屏風和兩張天皇與皇后坐過的椅子，也被保留下來。開智學校校內使用的部份建築木材，來自全久院拆卸後剩下的木材，部份木材被改造成圓柱，自校舍建成以來，便一直支撐校舍，甚具歷史價值。

## 展覽事項
舊開智學校自昭和四十年（1965年）4月改為教育資料館後，開放予公眾參觀。舊開智學校內藏有各類江戶時代以來的文件、教科書、漢文典籍、教師用書和其他餽贈的書籍，數量多達128,000本，其他文物、地圖和掛圖等資料，也有大約25,000件。舊開智學校校舍內設有12個展廳，主題涵蓋開智學校的歷史和校舍的建築歷史，此外也介紹另外兩所姊妹館的歷史，以及講解何謂文化財產。除上述12個展廳外，校舍的講堂和明治天皇伉儷的休息室，也開放供遊人參觀。
- 一般資料[4]
  - 開放時間：
    - 每日上午8時30分至下午5時（最後入場時間為下午4時30分）

  - 休館日：
    - 12月29日至1月3日
    - 12月至2月的逢星期一（如星期一為假日，則改為星期二）

  - 入場費：
    - 個人
      - 成人：300日元
      - 中小學生：150日元

    - 團體（20人以上）
      - 成人：250日元
      - 中小學生：100日元

  - 地址
    - 長野縣松本市開智2-4-12

## 注腳
1. ↑  陳念雍譯，《圖解日本史》，台北：易博士文化，2009年2月17日修訂1版11刷。
2. 1 2 3 4 5 6 7 8 9 10  〈舊開智學校校舎〉，《松本のたから》，日本：松本市教育委員會，造訪於2011年7月11日。
3. 1 2  〈信州・松本》茜色の秋空〉，《浮生歷眼》，2008年10月17日。
4. 1 2 3 4 5  〈舊開智學校〉，《松本まるごと博物館》，造訪於2011年7月11日。
5. 1 2 3 4 5  〈舊開智學校〉，《ぶらり重兵衛の歴史探訪》，造訪於2011年7月11日。
6. 1 2 3 4 5 6 7 8 9  〈舊開智學校〉，《松本市公式ホームぺージ くるくるねっとまつもと》， 2010年4月14日。
7. ↑  原文為：「人々自ラ其身ヲ立テ……身ヲ修メ、智ヲ開キ、才芸ヲ長スルニヨルナリ。而テ其身ヲ修メ智ヲ開キ才芸ヲ長スルハ学ニアラサレハ能ハス。」
8. ↑  〈太政官布告第二百十四號：學事獎勵ニ關スル被仰出書〉，《學制》，1872年9月4日。
9. 1 2 3 4 5  〈日本最古の小學校｜舊開智學校｜松本市〉，《信州E-CURE》，造訪於2011年7月11日。
10. ↑  〈活化老校 人民有份〉，《明報》，2009年11月9日。
11. 1 2 3  〈開智學校　明治天皇御座所〉，《ｂｌｏｇ　okmy》，2011年1月24日。
12. ↑  〈６０年代「思い出の學校」〉，《60年代宝箱》，造訪於2011年7月11日。
13. 1 2  〈舊開智學校校舎〉，《国指定文化財等》，日本：文化廳，造訪於2019年12月26日。
14. 1 2  〈舊開智學校〉，《Utravel》，造訪於2011年7月11日。

## 外部連結
- （页面存档备份，存于）（日語）
- （页面存档备份，存于），文化遺產在線（日語）